# Kirkel
Kirkel (Käärgel & Kärgell en sarrois) est une commune située dans le Land allemand de Sarre, dans l'arrondissement de Sarre-Palatinat.
Les villes les plus proches sont Saint-Ingbert à environ 8 km à l'ouest, Neunkirchen à environ 9 km au nord et Hombourg et Deux-Ponts à environ 11 km à l'est.

## Géographie

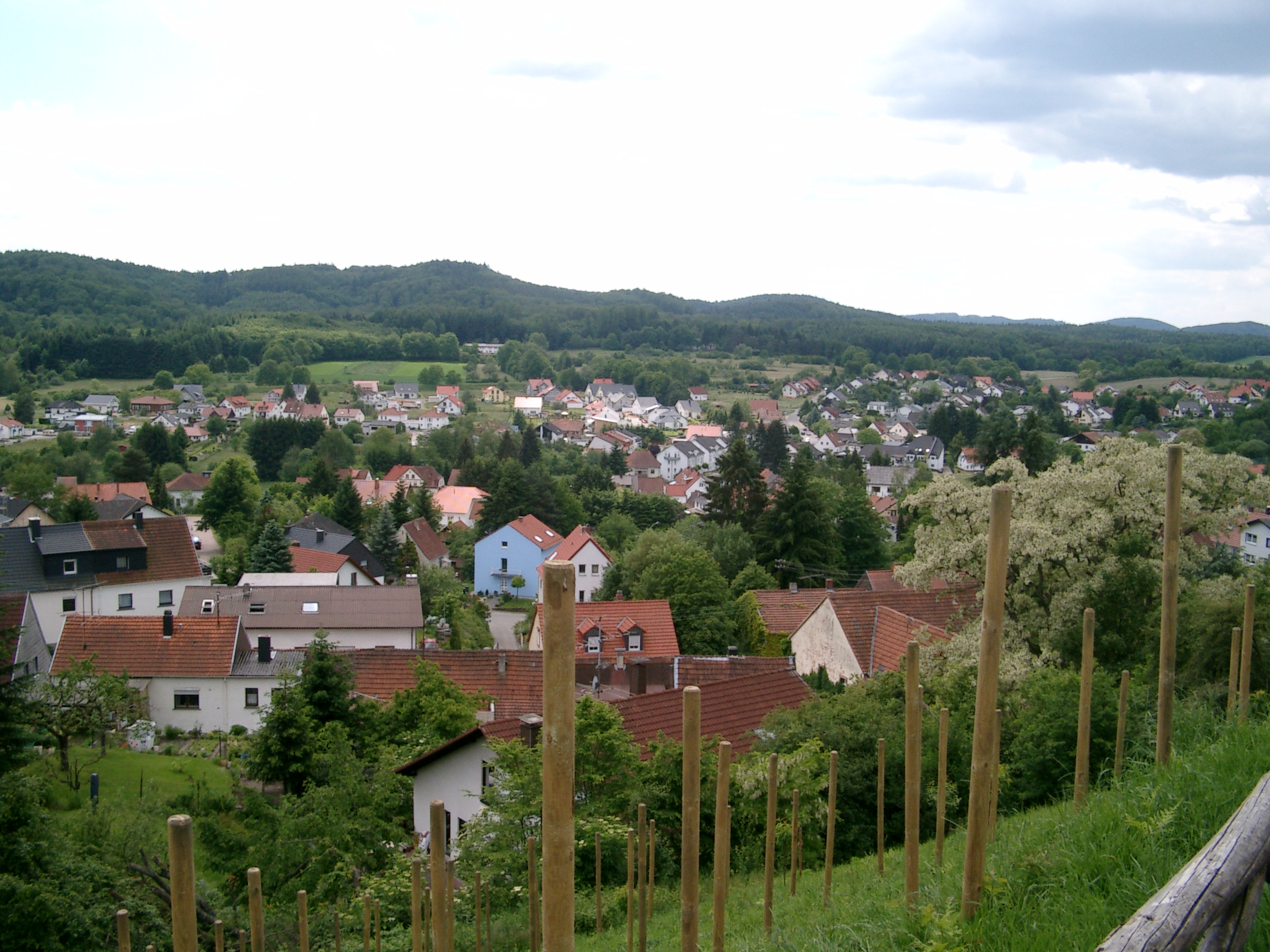
Vue sur Kirkel

### Quartiers
- Altstadt
- Kirkel-Neuhäusel
- Limbach

## Histoire
Le village de Kirkel possède une histoire qui remonte loin dans le temps.
On y trouve des traces de peuplement romain.
Le château de Kirkel a été mentionné pour la première fois dans un document de 1075. Le Hollerburg, qui date probablement du IXe siècle, existait déjà dans le Hollerlöcher actuel.
Le village de Kirkel-Neuhäusel est né à la fin du Moyen Âge au pied de la colline du château.
Le quartier de Limbach a été mentionné pour la première fois en 1219. La vieille ville est issue de celui-ci. Au XIIIe siècle, le centre-ville se déplace pour ne laisser que la vieille ville sur l'ancien site.

## Administration
- 1974 – 1981 : Ernst Bach SPD
- 1981 – 2001 : Arno Hussong, SPD
- 2001 – 2009 : Armin Hochlenert CDU
- 2009 –  : Frank John SPD

## Jumelages
- Mauléon (Deux-Sèvres) (France)
- Torrox (Espagne)